# Масрахи, Юсеф Ахмед
Юсеф Ахмед Масрахи (ар. يوسف أحمد المسرحي) — легкоатлет Саудовской Аравии, который специализируется на дистанции 400 метров. Двукратный чемпион Азиатских игр, трёхкратный чемпион Азии. На Олимпийских играх 2012 года смог дойти до полуфинала.

## Биография
В начале спортивной карьеры специализировался на дистанциях 800 и 1500 метров, но затем перешёл на 400 метров. В настоящее время живёт и тенируется в США. Его тренирует Джон Смит.

## Достижения
На чемпионате мира 2015 года в предварительном забеге установил новый национальный рекорд — 43,93. Он стал 11-м человеком в истории, кому удалось пробежать эту дистанции быстрее 44 секунд.